# Paul Hankar

Paul Hankar (n. 11 decembrie 1859 – d. 17 ianuarie 1901) a fost un arhitect și designer de mobilier belgian, considerat unul din inovatorii artistici ai perioadei artistice Art Nouveau.

## Carieră

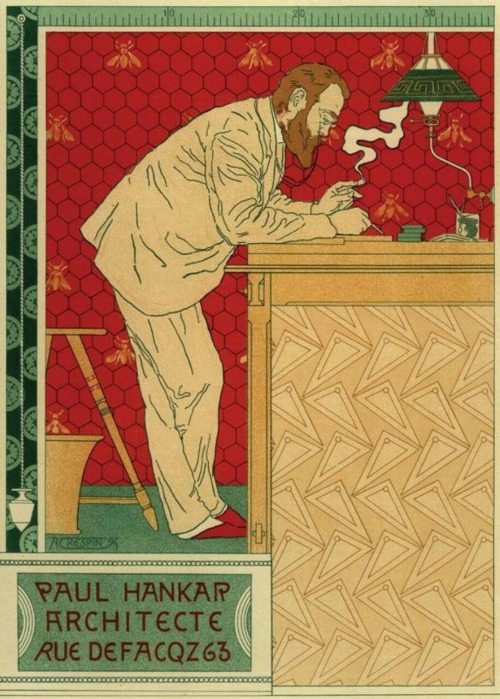
Portret al lui Paul Hankar într-un poster de Adolphe Crespin (circa 1894).

Născut la Frameries, ca fiu al unui sculptor în piatră, Hankjar a studiat la Académie Royale des Beaux-Arts din Bruxelles, unde s-a întâlnit cu un alt viitor mare artitect belgian, Victor Horta. Precum Horta, Hankar a studiat tehnica forjării fierului, folosit ulterior în mai toate clădirile sale.
În intervalul 1879-1892, Hankar a lucrat în oficiul arhitectului Hendrik Beyaert, unde a învățat toate secretele meseriei de arhitect. Pe vremea anilor la Beyaert, Horta a fost designerul principal al clădirii Palacio de Chávarri din Bilbao, Spania, consatruit în 1889 peeentru omul de afaceri Víctor Chávarri.

## Operă (incompletă)

### Clădiri

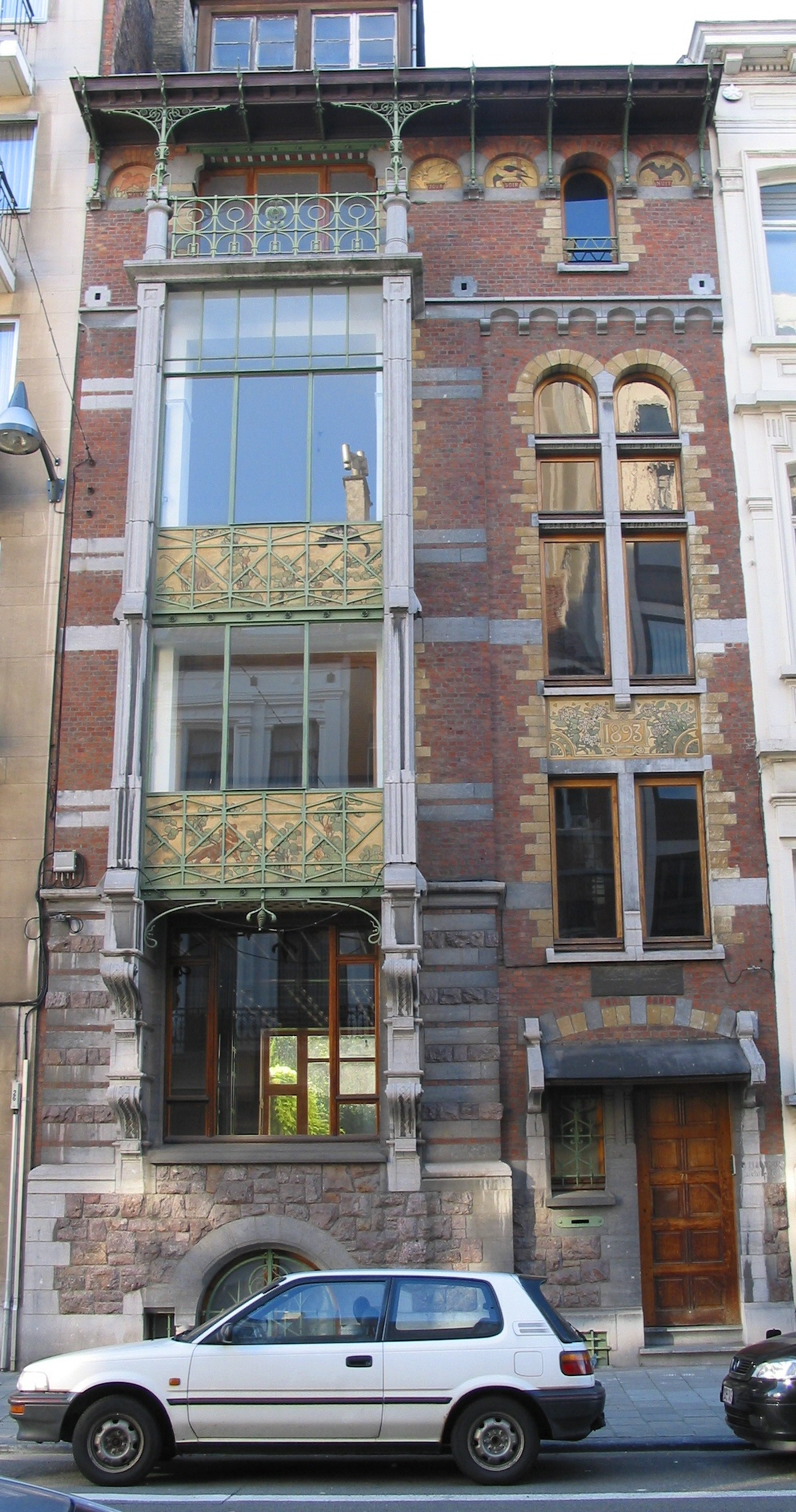
Maison Hankar (1893), Bruxelles

- Mausoleuul lui Charles Rogier, aflat la Cimitirul Saint-Josse-ten-Noode, Bruxelles
- Palatul Chávarri — Palacio de Chávarri, Plaza Moyúa, Bilbao, Spain (1888–89). Proiectat pe când Hankar lucra în oficiul de arhitectură a lui Hendrik Beyaert
- Atelierul Alfred Crick (Studio de Alfred Crick), 64 Rue Simonis, Elsene, Bruxelles (1891).[6]
- Monumentul lui Jan van Beers, (1891), Antwerp
- Casa Hankar — Maison Hankar, 71 Rue Defacqz, Bruxelles (1893).
- Casa Jaspar — Maisons Jaspar, 76, 78 & 80 Rue de la Croix de Pierre, Bruxelles (1894).
- Casa Hanssens — Maisons Hanssens, 13 & 15 Avenue Edouard Ducpétiaux, Bruxelles (1894).[7]
- Casa Zegers-Regnard — Maison Zegers-Regnard, 83 Chaussée de Charleroi, Bruxelles (1894–1895)
- Casa de pe bulevardul Edouard Ducpétiaux — Maison au Avenue Edouard Ducpétiaux, 47 Avenue Edouard Ducpétiaux, Bruxelles (1895)
- Croitoria de cămăși Niguet — Chemiserie Niguet, 13 Rue Royale, Bruxelles (1896)
- Casa și farmacia Peeters — Maison et Pharmacy Peeters, 6-8 Rue Lebeau, Bruxelles (1896)
- Brutăria Timmermans — Boulangerie Timmermans, 551 Rue De Herve, Liège (1896, astăzi nu mai există, a fost demolat). Façade a fost acoperită cu picturi murale de către Adolphe Crespin
- Hotelul Renkin — Hôtel Renkin, Bruxelles (1897, astăzi nu există, fiind demolat)
- Hotelul Ciamberlani — Hôtel Ciamberlani, 48 Rue Defacqz, Bruxelles (1897)
- Sanatoriu — Sanatorium (1897), Kraainem
- Hotelul Janssens — Hôtel Janssens, 50 Rue Defacqz, Bruxelles (1898)[8]
- Hotelul Kleyer — Hôtel Kleyer, 25 Rue de Ruysbroeck, Bruxelles (1898)
- Casa Aglave — Maison Aglave, 7 Rue Antoine Bréart, Bruxelles (1898).
- Casa Bartholomé și atelierul său — Maison Bartholomé et son studio, Maison Aglave  Bruxelles (1898, demolat)
- Monumentul lui Jean-François Willems — Jean-François Willems Monument, Place Saint-Bavon, Gent (1899), Isidore De Rudder, sculptor; Hankar a designat piedestalul
- Bancă monumentală de piatră, expusă la Expoziția Universală (1900) din Paris – (1898–1899, demolată în 1971). Există o replică din piatră în Parcul Koninginlaan (Koninginlaan Park), în Ostende (realizată în 2003–2004).[9]